# W-20
W-20 — тральщик Імперського флоту Японії, який взяв участь у Другій світовій війні.
Корабель, який належав до типу W-19, спорудили у 1941 році на верфі Ishikawajima Shipbuilding у Токіо.
Невдовзі після спорудження W-20 взяв участь у операціях в Південно-Східній Азії, належачи до 30-го дивізіону тральщиків. Зокрема, відомо, що 26 грудня 1941-го в Такао (наразі Гаосюн на Тайвані) він зазнав певних пошкоджень при зіткненні з есмінцем «Мурасаме», а наприкінці січня 1942-го перебував у Балікпапані (центр нафтовидобутку на східному узбережжі острова Борнео).
У першій декаді березня 1942-го W-20 перевели до 8-ї військово морської бази зі складу Четвертого флоту, що відповідав за операції у Океанії. Наприкінці квітня тральщик вже ніс службу в Рабаулі на східному завершенні острова Нова Британія (японці захопили цей населений пункт ще в січні та перетворили його на свою головну передову базу для просування на Соломонові острови та схід Нової Гвінеї).
З 4 травня 1942-го W-20 виконував завдання щодо забезпечення діяльності транспортних та допоміжних суден в межах операції проти новогвінейського Порт-Морсбі. Втім, 9 травня після битви авіаносних з'єднань у Кораловому морі висадку скасували.
Протягом наступних одинадцяти місяців W-20 ніс патрульно-ескортну службу з базуванням на Рабаулі, під час якої міг виходити на Соломонові острови та до Нової Гвінеї. Наприклад, 17—25 червня 1942-го він здійснив круговий рейс до острова Тулагі (північніше від Гуадалканалу), який ще на початку травня був захоплений японським десантом, при цьому 21 червня W-20 довелось провадити тут порятунок вцілілих із переобладнаного канонерського човна «Кейджо-Мару», що був потоплений ворожою субмариною. 21 липня тральщик виходив з ескортною місією до новогвійнейського Лае (у глибині затоки Хуон, тут японці висадились ще на початку березня), а 6 серпня відвідав Кавієнг — другу за значенням японську базу в архіпелазі Бісмарка, розташовану на північному завершенні острова Нова Ірландія.
Хоча 7 серпня 1942-го союзники висадились на сході Соломонових островів, що започаткувало шестимісячну битву за Гуадалканал, W-20 залучили до операцій на Новій Гвінеї. 17 серпня 1942-го він разом з кількома іншими дрібними кораблями та легким крейсером «Тенрю» вийшов із Рабаула для супроводу трьох транспортів в район Буни на східному узбережжі півострова Папуа. Наступної доби загін досягнув цього району та розвантажився у Басабуа (японці висадились тут кількома днями раніше, 13 серпня), після чого рушив назад і 21 серпня повернувся до Рабаула. 24—17 серпня тральщик зробив ще один вихід до Буни.
З 20 жовтня по 5 листопада 1942-го W-20 виходив до якірної стоянки Шортленд — прикритої групою невеликих островів Шортленд акваторії у південного узбережжя острова Бугенвіль, де зазвичай відстоювались кораблі та перевалювались вантажі перед відправкою далі на схід у зону боїв за Гуадалканал.
На початку лютого 1943-го W-20 супроводив на завершальній ділянці маршруту конвой H, що прямував до новогвінейського Манокварі, після чого відправився до Рабаула.
Неодноразово корабель мав справу із наслідками дій ворожих підводних човнів. Так, 31 грудня 1942-го тральщик виходив з Рабаулу для порятунку вцілілих з транспорту «Хітеру-Мару», який був потоплений підводним човном на шляху з Палау (важливий транспортний хаб на заході Каролінських островів). 18 лютого 1943-го W-20 полишив базу для допомоги торпедованому авіатранспорту «Кейо-Мару» (у підсумку загине більше ніж через рік на Маріанських островах). А 13 березня під час ескортування тральщиком судна «Носіро-Мару» останнє поцілила ворожа субмарина, проте завдала лише легких пошкоджень через дефектні детонатори торпед.
20 квітня 1943-го W-20 полишив Рабаул та попрямував до нового місця служби у Південно-Східній Азії у складі Сил охорони Такао (порт на Тайвані, наразі Гаосюн). Під час виконання тут завдань тральщик 4 липня взяв участь у порятунку вцілілих з транспорту «Кокі-Мару», що був потоплений підводним човном поблизу порту Наха (Окінава).
Наприкінці липня 1943-го W-20 передали до військово-морського округу Майдзуру (головна база на західному узбережжі Хонсю), а в середині вересня перевели до Чінкай (наразі Чінхе на південному узбережжі Кореї). Наступні пів року корабель ніс патрульно-ескортну службу в районі Цусімської протоки.
У першій декаді березня 1944-го W-20 пройшов до Токійської затоки. 13 березня він дістав наказ іти на порятунок вцілілих з транспорту «Кокуйо-Мару», який перевозив близько тисячі військовослужбовців до Мікронезії та був потоплений підводним човном. 19 березня тральщик прибув на Сайпан (головна японська база на Маріанських островах), а 28 березня — 4 квітня ескортував звідси до Йокосуки конвой № 4321. Під час переходу субмарина потопила один із двох транспортів, після чого W-20 провів безрезультатну контратаку глибинними бомбами, а потім підібрав пів сотні вцілілих.
15 квітня — 4 травня 1944-го W-20 супроводжував з Йокосуки до Сайпану та назад судна конвою «Хігасі-Мацу № 6» (складова частина операції «Хігасі-Мацу», спрямованої на підсилення гарнізонів Мікронезії напередодні очікуваного наступу союзників). Під час цього походу тральщих двічі брав участь у полюванні на ворожий підводний човен, проте це не принесло жодних результатів.
17 травня 1944-го W-20 знову рушив з Йокосуки на Сайпан, тепер у ескорті конвою № 3515. До кінця місяця корабель ще супроводив судна з Сайпану на Гуам (інший острів Маріанського архіпелагу) та назад, а 31 травня — 8 червня пройшов до Йокосуки у складі охорони конвою № 4530, при цьому американські підводні човни потопили два транспорти. W-20 здійснив кілька атак глибинними бомбами та один раз відкрив артилерійський вогонь по субмарині в надводному положенні, проте й цього разу без успіху.
З 10 по 9 червня 1944-го тральщик пройшов доковий ремонт, 24—25 червня провів конвой № 3624 до острова Хатідзьо (архіпелаг Ідзу) неподалік від Токійської затоки. Після кількох днів патрулювання в навколишніх водах W-20 повернувся в Йокосуки 28—29 червня, при цьому він супроводжував один із транспортів попереднього конвою. 2 липня тральщик разом з кількома іншими кораблями ескорту повели конвой № 3702 на Тітітдзіму (острови Огасавара). Вони дійшли до Хатідзьо, проте 4 липня після отримання повідомлення про удар ворожого авіаносного з'єднання по Тітідзімі повернули назад та наступної доби прибули до Йокосуки.
6—9 липня 1944-го W-20 провів конвой до Чінкаю, після чого більш як два тижні діяв у корейських водах, де знищив чимало плавуючих мін.
Наприкінці липня 1944-го тральщик повернувся до метрополії, а 1—7 серпня супроводив конвой MO-05 до Окінави. Тут він відокремився та 11 серпня знову був на Кюсю.
15—29 серпня 1944-го W-20 пройшов у складі охорони конвою MOTA-23 з Моджі до Такао. На переході тральщик взяв участь у протичовнових заходах, що, втім, не завадило американській субмарині потопити на підході до Формози два транспорти. 31 серпня W-20 провадив протичовновий пошук після потоплення підводним човном допоміжного корабля, а з 2 по 6 вересня брав участь у супроводі конвою MI-17 на центральній ділянці маршруту — між Мако (важлива база на Пескадорських островах у південній частині Тайванської протоки) та Апаррі на північному завершенні філіппінського острова Лусон. 8 вересня W-20 приєднався до охорони конвою TAMA-25, який прямував з Такао до Маніли (фактично це був переформатований MOTA-23, з яким у попередньому місяці тральщик пройшов на Формозу). 9 вересня субмарина потопила два транспорти зі складу TAMA-25, загинуло близько двох тисяч військовослужбовців. W-20 безуспішно скидав глибинні бомби, потім провадив порятунок вцілілих, а 11 вересня прибув до Санта-Круз на західному узбережжі Лусону, звідки невдовзі рушив на північ та 12 вересня досягнув Такао. Тим часом TAMA-25 вже майже досягнув Манільської бухти, проте на тлі атаки американського авіаносного з'єднання на центральну частину Філіппінського архіпелагу, конвой розвернули назад. Як наслідок, 15 вересня W-20 знову зустрів TAMA-25 поблизу Формози.
18 вересня 1944-го тральщик разом з іншими кораблями ескорту повів з Такао до Маніли конвой TAMA-26. 21 вересня американські субмарини потопила два транспорти, один з яких мав на борту понад п'ять тисяч військовослужбовців і цивільних службовців. W-20 брав участь у рятувальних роботах та підібрав з води 370 осіб (у підсумку більшість бійців вдалося врятувати, хоча близько 1300 загинули). Конвой зайшов до затоки Лапок-Бей на західному узбережжі Лусону, після чого W-20 кілька діб патрулював біля входу до неї. 26 вересня TAMA-26 рушив далі і 1 жовтня тральщик прибув з ним до Маніли.
4 жовтня 1944-го W-20 розпочав супроводження конвою MATA-28, пунктом призначення якого був Такао. На своєму шляху конвой втратив 4 транспорти від атак підводних човнів та у підсумку 11 жовтня прибув до Гонконгу, оскільки японці очікували удару авіаносного з'єднання по Формозі (що дійсно сталось). Більш як два тижні W-20 перебував у Гонконзі, при цьому 16 жовтня йому довелось відкрити зенітний вогонь по ворожих літаках. Нарешті, 27—30 жовтня тральщик у складі охорони конвою HOMA-1 перейшов до Такао.
1 листопада 1944-го W-20 приєднався до охорони конвою MOMA-06, який прямував з Японії до Маніли (можливо відзначити, що на той час союзники вже висадились на Філіппінах, а японський флот зазнав нищівної поразки в битві у затоці Лейте). У ніч проти 3 листопада підводні човни уразили два транспорти, при цьому W-20 зняв майже сім сотень осіб з «Атлас-Мару» та доправив їх на суходіл, а потім охороняв зазначений транспорт під час його проведення на буксирі до острова Сабтанг (острови Батанес у Лусонській протоці), де «Атлас-Мару» у підсумку викинувся на берег. 6 листопада конвой відновив рух від Сабтангу на південь та 9 листопада прибув до Маніли, при цьому на переході був втрачений лише торпедний човен зі складу ескорту.
11 листопада 1944-го W-20 полишив Манілу, разом зі ще двома тральщиками ескортуючи конвой MAYU-10 до порту Юлін (острів Хайнань). На переході підводні човни потопили обидва транспорти конвою і W-20 у підсумку 16 листопада прибув до Кап-Сен-Жак (наразі Вунгау у В'єтнамі).
З 21 по 25 листопада 1944-го W-20 брав участь у охороні конвою SATA-02, єдиний транспорт якого прямував до Такао. Потім W-20 відокремився та кілька діб охороняв інший транспорт у переході біля в'єтнамського узбережжя.
Наприкінці грудня 1944-го тральщик був у Сінгапурі, звідки рушив 30 грудня до Південного В'єтнаму у складі охорони конвою SHISA-32. 6—9 січня 1945-го W-20 супроводив до Сінгапуру конвой SASHI-39, після чого повернувся до В'єтнаму та 12 січня повів у Сінгапур черговий конвой SASHI-30. Тієї ж доби внаслідок ударів авіації втратили 3 транспорти (з одним із них загинуло близько восьмисот військовослужбовців), а рештки конвою повернулись в Кап-Сен-Жак.
15 січня 1945-го W-20 прибув до Сінгапуру, де проходив ремонт майже до кінця місяця. Нарешті, 3 січня він разом зі ще кількома кораблями ескорту повів до Японії два транспорти (конвой HI-88C). Перехід із численними зупинками тривав більш як місяць, але у підсумку 2 березня вдалось досягнути Японії без втрат.
Майже весь березень 1945-го тральщик перебував у Майдзуру, де пройшов ремонт, а потім вирушив до Кореї та ніс там патрульно-ескортну службу понад місяць.
5 травня 1945-го W-20 вийшов із Мокпо до місця загибелі фрегата «Оджика», що був потоплений у Жовтому морі ворожою субмариною за кілька діб до того. Втім, інший підводний човен «Трепанг» перехопив W-20, торпедував та потопив його.